# Restrepia metae
Restrepia metae är en orkidéart som beskrevs av Carlyle August Luer. Restrepia metae ingår i släktet Restrepia och familjen orkidéer. Inga underarter finns listade i Catalogue of Life.